# 罗平站
罗平站，位于中华人民共和国云南省曲靖市罗平县罗雄镇万达路，是南昆铁路上的火车站，建于1997年。由昆明铁路局昆明车务段管辖。现办理客运办理旅客乘降，行李，包裹托运业务，货运办理整车货物到发。

## 历史
罗平站建于1997年。2008年停办货运业务。2011年12月扩建售票房。2012年5月，罗平铁路物流基地建成后恢复货运业务。

## 车站结构
截至2014年，罗平站站房建筑面积2007平方米，旅客候车室面积341平方米，站前广场面积10026平方米。设到发线4条（含正线1条）、站台1座。